# (15735) Andakerkhoven
(15735) Andakerkhoven ist ein Asteroid des Hauptgürtels, der am 18. November 1990 von Eric Walter Elst an der Europäischen Südsternwarte entdeckt wurde.
Benannt wurde er zu Ehren der niederländischen Medizinstudentin Melisande „Anda“ Kerkhoven, die während des Zweiten Weltkriegs in der niederländischen Widerstandsbewegung aktiv war und 1945 von Kollaborateuren erschossen wurde.